# Mercedes-Benz W251
Mercedes-Benz W251 — серия минивэнов премиум сегмента немецкой торговой марки Mercedes-Benz, первое поколение R-класса. Представлена в июне 2005 года. Производство было налажено на заводе в Тускалусе, штат Алабама (США). Автомобиль проектировался с целью предоставить клиентам концерна Daimler AG универсальное транспортное средство, одинаково хорошо подходящее для спортивного или семейного отдыха, а также для организации рабочих поездок. Первоначальный модельный ряд включал как бензиновые, так и дизельные силовые агрегаты.
В 2006 году серия обзавелась высокопроизводительной модификацией AMG, премьера которой состоялась на Североамериканском международном автосалоне. Модель оснастили 6,2-литровым V8 двигателем мощностью в 510 лошадиных сил, благодаря чему скорость её разгона с 0 до 100 км/ч составляла 5 секунд.
В 2011 модельном году R-класс был серьёзно обновлён. Модернизации подверглись как двигатели, так и внешний вид и интерьер автомобиля. Кардинальным образом была изменена передняя оптика. В 2013 году продажи серии были прекращены во всех странах, кроме Китая, где на автомобиль сохраняется небольшой, но устойчивый спрос. В 2015 году производство было перенесено на завод AM General в Индиане, США.
В настоящее время выпускается только длиннобазная версия с полным приводом и шестицилиндровыми моторами (R 320 и R 400)

## История

### Концепт

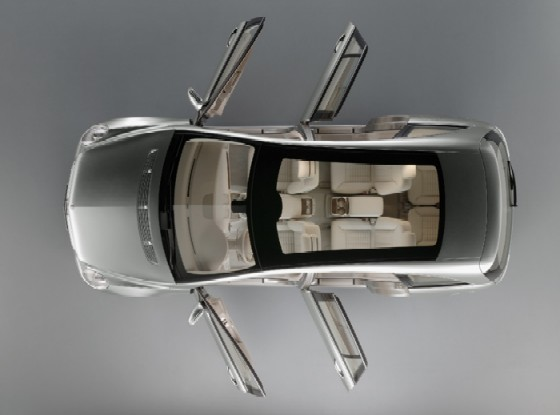
Vision GST

В январе 2002 года компания Mercedes-Benz представила концептуальный автомобиль Vision GST (Grand Sports Tourer) на Детройтском автосалоне. Данная модель, по мнению, концерна Daimler AG является решением для клиентов, желающих иметь стильной и технологически сложный автомобиль, который подходит к любым жизненным ситуациям и события, будь то семейные поездки, спортивные походы или рабочие поручения. Концептуальный автомобиль оснастили 5,5-литровым V8 двигателем от подразделения Mercedes-AMG мощностью в 360 лошадиных сил, управляемой электроникой системой полного привода с функцией 4-ETS, пневматической подвеской AIRMATIC и новой тормозной системой с гидронасосом высокого давления Sensotronic Brake Control (SBC), которая использует большие тормозные диски, изготовленные из керамики, армированной углеродным волокном. На крыше установили большое электрохромное стекло, которое может быть затемнено при нажатии на кнопку.
В рамках концептуального автомобиля инженерами компании было интегрировано большое число современных технологических решений. Так, например, модель оснастили информационной системой, которая проецирует указатели направления движения, дорожные карты и различные графические элементы на дисплее с трёхмерным эффектом.
В сентябре 2003 года компания Mercedes-Benz распространила первые официальные наброски будущей линейки роскошных минивэнов Mercedes-Benz GST. Стало известно, что серийная версия будет несколько отличаться от представленного зимой 2002 года концептуального автомобиля Mercedes GST Vision. Так, автомобиль получит иное оформление передней части кузова с новой головной оптикой и решёткой радиатора. Вместо распашных дверей типа «бабочка» на серийном автомобиле будут установлены классические двери. Кроме того, в пресс-релизе отсутствовала информация об установленной на концепте затемняющейся крыше. Тем не менее, точно было известно, что производственный вариант оснастят системой полного привода, пневматической подвеской, семиступенчатой трансмиссией 7G-Tronic, а также превентивной системой безопасности пассажиров при аварии. По представленной немецким концерном информации стало известно, что автомобили нового класса будут собираться в Алабаме, где на то время уже производили модели M-класса.
В январе 2004 года на Североамериканском международном автосалоне был представил прототип Vision GST 2, за которым в сентябре того же года последовал новый концепт Vision R, премьера которого состоялась на  международном автосалоне в Париж.
В начале 2005 года стало известно, что серийный вариант минивэна премиум сегмента будет выпускаться в рамках нового R-класса.

### Премьера (2005)

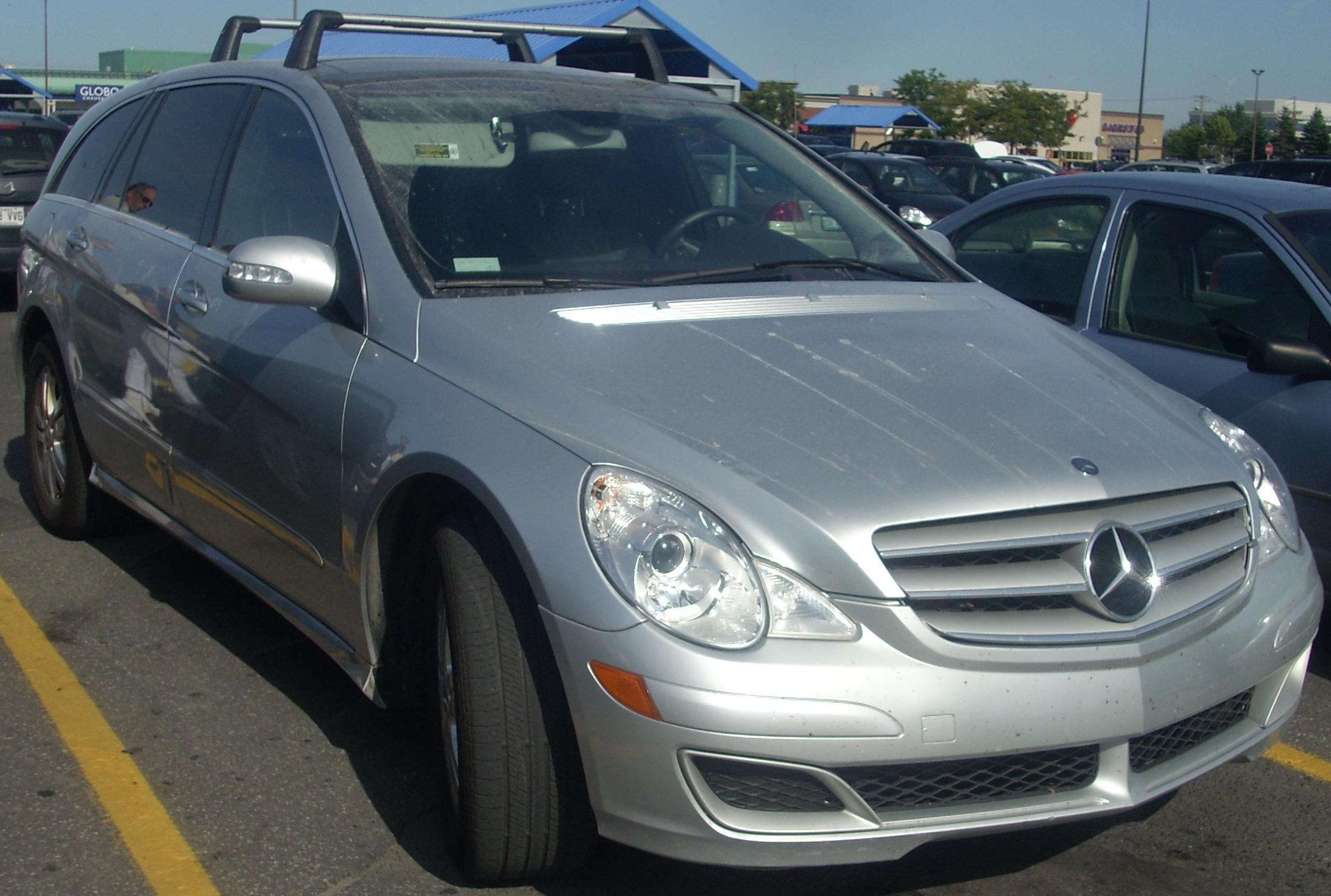
W251 в 2006 году, США

Предсерийная версия первого поколения R-класса была представлена в 2005 году на Франкфуртском и Нью-Йоркском автосалонах. Производство и доставка клиентам начались в том же году. Техническую базу серии позаимствовали у M-класса. В стандартной комплектации серия оснащается топливным баком объёмом в 80 литров.
R-класс предлагался в 2 вариантах размера кузова:
- длиннобазный (V251): общая длина 5157 мм, колёсная база — 3215 мм;
- короткобазный (W251): общая длина 4922 мм, колёсная база — 2980 мм.

Вскоре после премьеры автомобиля читатели немецкого издания Auto Zeitung выбрали R-класс в качестве лучшего немецкого MPV, за что автомобиль получил награду «Auto Trophy 2005». Этой же награды серия удостоилась и в 2006 году.
В сентябре 2005 года на Франкфуртском автосалоне компания Mercedes-Benz представила Vision R 63 AMG — особенно динамическую и спортивную интерпретацию R-класса. Автомобиль оснастили новым 6,2-литровым AMG двигателем V8 мощностью 375 кВт (510 л.с.) и максимальным крутящим моментом 630 Н·м.
По стандарту автомобиль оснащался шестью посадочными местами (4+2 места). При сложенных задних сиденьях объём полезного пространства равен 2001 литрам (короткобазная модификация) или 2436 литрам (длиннобазная модификация). С апреля 2007 года стал доступен вариант сидений 5+2 (пять в ряд и два в качестве опции).
В феврале 2006 года на Североамериканском международном автосалоне была представлена серийная высокопроизводительная модификация R63 AMG. Заднеприводную модель оснастили V8 двигателем M156 рабочим объёмом в 6,2 литра, производящий мощность в 510 л.с. и 630 Н·м крутящего момента. Высокопроизводительная модель использует 7-ступенчатую автоматическую коробку передач 7G-Tronic, которая устанавливается в стандартной комплектации. Для управления трансмиссией появились подрулевые лепестки переключения передач. Автомобиль поступил на рынок  США осенью 2006 года. Однако из-за низких продаж в 2007 году автомобиль был снят с производства. Помимо высокопроизводительной версии компания также представила новую модель R280 CDI 4MATIC (440 Н·м, средний расход топлива составляет 9,3 литра на 100 км).

#### Обновление (2007)
R-класс (W251), 2009 год
В мае 2007 компания Mercedes-Benz анонсировала обновление линейки первого поколения R-класса. В дополнение к полноприводному варианту появился заднеприводной (модели R280 CDI, R280 и R350). Кроме того, были предложены более гибкие вариации кресел (5, 6 или 7-местные версии) для удовлетворения различных потребностей клиентов компании. Модельный ряд пополнился трёхлитровым V6 бензиновым (231 л.с.) и дизельным двигателями — R280 и R280 CDI соответственно. Модели с укороченной колёсной базой обладали полезным пространством до 939 литров при загрузке до крыши (максимальная составляла 2001 литр), а модели с длинной колёсной базой имели грузоподъёмность до 1118 литров (максимальная равнялась 2436 литров). Оба варианта также могли похвастаться специальными отсеками для хранения вещей ёмкостью в 51 и 52 литра соответственно. Наружные задние сиденья автомобиля были оборудованы опорными точками ISOFIX для детский сидений, а также дополнительными боковыми подушками для повышения пассивной безопасности.
Наиболее топливно-эффективной моделью R-класса стала версия R280 CDI, смешанный расход топлива которой в соответствии с ездовым циклом NEDC составлял 8,9 литров на 100 км. Модель R280 получила новый бензиновый двигатель V6 мощностью в 170 кВт (231 л.с.), который ускорял автомобиль от 0 до 100 км/ч за 9,6 секунды и имел среднее потребление топлива в цикле NEDC в 10,9 литров. Силовой агрегат R500 4MATIC подвергся изменениям и в результате выдавал мощность в 285 кВт (388 л.с.) с максимальным крутящим моментом в 530 Н·м. В то же время расход топлива данной модели, согласно словам представителей компании, понизился на 7 %.
Кузов Mercedes-Benz R-класса приобрёл небольшие аэродинамические элементы спереди и сзади, круглые противотуманные фары и 18-дюймовые легкосплавные диски для версий с двигателем V6. Топовая модификация R500 4MATIC была оснащена 19-дюймовыми дисками. На заказ стала возможна установка AMG пакета. Расширилась тремя новыми вариантами цветовая гамма окраски кузова: белый (calcite white), бежевый (sanidine beige) и зелёный (periclase green).
В 2008 году впервые для R-класса была применена технология очистки вредных выбросов для дизельных двигателей BlueTEC. Модель R320 BlueTEC выпускалась специально для американского рынка и соответствовала строгим стандартам Bin-5 и удовлетворяла экологическим нормам Евро 6. В отличие от седанов E320 BlueTEC и E300 BlueTEC, на серии минивэнов устанавливалась технология второго поколения с присадкой AdBlue. В Европе дизельные силовые агрегаты в версии BlueTEC стали доступны с осени 2009 года совместно с моделями GL350 BlueTEC 4MATIC и ML350 BlueTEC 4MATIC. Версия R350 BlueTEC при мощности в 155 кВт (211 л.с.) уже соответствовала нормам выбросов Евро 6, которые планировалось сделать обязательными с 2014 года.
В 2009 году R-класс пополнился моделями с дизельными двигателями, оснащёнными технологией BlueTEC с пакетом BlueEFFICIENCY.
В 2010 году крупнейшая в Европе онлайн автомобильная площадка AutoScout24, предлагающая около 1,8 миллиона транспортных средств, назвала R-класс самым популярным в категории минивэнов.

#### Рестайлинг (2010)
W251 после рестайлинга
Продажи не совпали с ожиданиями производителя, были сильно ниже чем запланированные 50 000 автомобилей в год. В 2007 году в мире был продан лишь 13 031 единицы серии. Весной 2010 года на международном автосалоне в Женеве был представлен обновлённый Mercedes-Benz R-класс, модельный год которого заявили как 2011.
Автомобиль получил новую переднюю часть, оформленную в стиле современного модельного ряда Mercedes-Benz. В передней части кузова установили новые фары (более не овальной формы), более вертикально расположенную решётку радиатора и менее угловой капот. Нижняя панель также была пересмотрена и была позаимствована у автомобилей Е- и GL-классов. Задняя оптика стала светодиодной, изменился задний бампер. В интерьере серии произошли минимальные изменения. Добавилось множество новых цветовых комбинаций оформления салон, в том числе миндальный бежевый в сочетании с коричневым мокко и альпака в паре с базальтом. На заказ предложили новый спортивный интерьер в стиле AMG, который включает в себя отличительные сиденья, лучшее рулевое колесо с подрулевыми переключателями передач, новый пакет освещения и педали из нержавеющей стали.
Базовой коробкой передач для всех версий минивэна стала 7-ступенчатая АКПП 7G-Tronic с возможностью ручного переключения передач. Единственная доступная посадочная формула салона — «2+3+2». На задней оси автомобиля установили пневмоподушки подвески, а пневмоподвеску всех колёс AIRMATIC производитель предложил как опцию. В качестве дополнительных систем безопасности стали доступны система контроля слепых зон Blind Spot Assist и краш-активные подголовники NECK-PRO.
Модернизации подверглись и некоторые из силовых агрегатов. На 2011 модельный год в Европе стали доступны три бензиновых двигателя (V6, 3 литра, 231 л.с.; V6, 3,5 литра, 272 л.с.; V8, 5,5 литров, 388 л.с.) и два дизельных (V6, 3 литра, турбонаддув, 265 л.с.; V6, 3 литра, BlueTEC, 211 л.с.).
В 2012 году в связи с низкими объёмами продаж топовая модель R550 была снята с производства. В середине того же года R-класс был убран с рынка США, а в середине октября со всех остальных рынков. Тем не менее, в связи с сохранением спроса на автомобили в Китае R-класс продолжает выпускаться исключительно в варианте с длинной колёсной базой (модели R 320 4MATIC и R 400 4MATIC).

## Описание

### Экстерьер

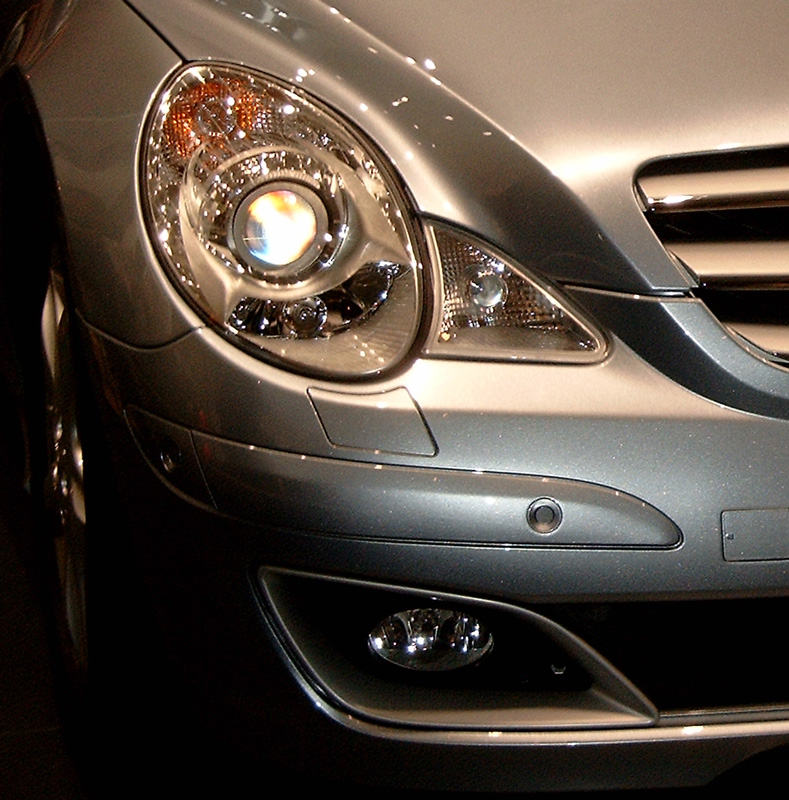
Передняя оптика автомобиля

Дизайн экстерьера серии отражает сложный и динамичный характер R-класса. Переднюю часть кузова украшает внушительная решётка радиатора с горизонтально вытянутыми ламелями. Выразительная передняя оптика по задумке дизайнеров должна удлинять и делать шире внешний вид автомобиля. Выпуклая крыша обеспечила гладкий силуэт модели. Динамичность автомобиля достигалась при помощи выраженной клиновидной формы и мускулистым плечам.
На заказ компания предложила несколько вариантов модификации экстерьера автомобиля, такие как хром-пакет и спорт-пакет. Первый включает отделку большого количества элементов автомобиля под хром. В случае установки спорт-пакета автомобиль оснащается специальными приборами, спортивными педалями, 19-дюймовыми спортивными колёсами и шинами размером 255/50 R19, тонированными задними фарами и серебряной решёткой радиатора с хромом. Впервые для этого пакета была предложена отделка антрацит тополя.
После обновления 2007 года на автомобиле появились мигающие стоп-сигналы. Исследования компании показали, что реакция торможения автомобилистов была в среднем на 0,2 секунды короче в том случае, если они видят красный мигающий свет впереди, в отличие от  классических стоп-сигналов.

### Интерьер
Инженеры немецкой компании проделали большую работу, проектируя автомобиль как универсальное средство для различных условий эксплуатации. Основной особенностью пассажирского салона стал его внутренний объём, который был больше чем у сопоставимых роскошных седанов. Около 64 % длины кузова были доступны пассажирам модели. Расстояние между первым и вторым рядом сидений составляло 920 мм, а между вторым и третьим рядами — 840 мм. Кроме того, длина второго ряда сидений может быть перенастроена индивидуально, создавая расстояние до 990 мм. Максимальное расстояние между вторым и третьим рядом сидений достигает 920 мм (в зависимости от положения сидений).
Расстояние от подушки сидения до потолка составляло 1027 мм, а ширина салона автомобиля на уровне плеч пассажиров равнялась 1530 мм. Для повышения комфорта все пассажирские места оборудовались подлокотниками. Доступная на заказ центральная консоль между отдельными задними сиденьями предусматривала дополнительное пространство для хранения различных вещей и оснащалось держателями стаканов. Опционально автомобиль можно было оснастить DVD / CD-плеером на задних рядах. В этом случае к нему шли разъёмы под наушники и цветные дисплеи, интегрированные в сидения.
При складывании четырёх задних сидений полезное пространство под грузы увеличивалось до максимум 2057 литров (на основании измерений, используемых немецкой ассоциацией автомобильной промышленности VDA). Площадь поверхности для загрузки багажа составляла 2200 мм.
На заказ компания предлагала пакет «Интерьер», который включал кожаную обивку, электрически регулируемые передние сиденья и отделку салона деревом. С февраля 2006 года для всего модельного ряда R-класса стал доступен на заказ AMG-пакет, включающий переработанный бампер с большими воздухозаборниками, две косые распорки и две горизонтальные жалюзи на передней панели, передняя и задняя юбки в цвет кузова, биксеноновые фары, круглые противотуманные фары с хромированной отделкой и фирменные элементы продукции Mercedes-AMG. С ноября того же года стал доступен динамичный AMG-пакет с 19-дюймовыми легкосплавными дисками AMG и широкопрофильными шинами размером 255/50.
Спорт-пакет для интерьера подразумевал установку электрически регулируемых спортивных сидений в передней части салона с обивкой алькантарой / искусственной кожей ARTICO, спортивных приборов и педалей, а также алюминиевую отделку салона.

### Электрооборудование
Автомобили серии W251 оснащались следующими системами и оборудованием:
- двухзональный климат-контроль THERMATIC с отдельной панелью управления для задней части салона;
- многозональный климат-контроль Thermotronic с более чем 10 датчиками и усилителем для вентилятора (на заказ);
- отдельный блок кондиционирования воздуха для третьего ряда сидений (на заказ);
- панорамный люк в крыше со стеклянными панелями (на заказ);
- адаптивный круиз-контроль DISTRONIC (на заказ);
- вентилируемые передние сиденья (на заказ);
- навигационная система (на заказ);
- мультимедийная система COMAND (на заказ);
- электрический обогрев руля (с 2007 года на заказ);
- система голосового управления LINGUATRONIC (на заказ);
- камера заднего вида (на заказ);
- дистанционное управление дверью багажного отделения EASY-PACK.

### Безопасность
На автомобилях серии W251 применялись различные методы активной и пассивной безопасности. В стандартной комплектации все автомобили серии оснащались противобуксовочной системой ABS, электронной программой стабилизации ESP, ремнями безопасности, адаптивными передними аирбагами, а также оконными и боковыми подушками безопасности. На заказ была доступна новейшая система превентивной защиты PRE-SAFE, которая при подозрении на возникновение столкновения натягивала ремни, закрывала окна и люк и переводила передние сиденья в наилучшее положение для уменьшения возможных повреждений. В дополнение к этому по желанию клиента на сиденья могли быть установлены краш-активные подголовники NECK-PRO, запускающиеся во время столкновения.
В 2010 году R-класс в кузове W251 получил оценку «хорошо» при прохождении краш-теста от страхового института дорожной безопасности США (IIHS). До этого безопасность автомобиля оценивалась как «удовлетворительная», так как тесты на боковой удар показали высокие нагрузки на торс манекена. После сентября 2008 года компания Mercedes-Benz заменила ремни безопасности и модернизировало двери, благодаря чему страховой институт дорожной безопасности присвоил Mercedes-Benz W251 награду Top Safety Pick.
Организация Thatcham's New Car Whiplash Ratings (NCWR) протестировала автомобиль W251 по собственной методике и выставила ему оценку «хорошо».
При тестировании безопасности по методике организации Thatcham's New Vehicle Security Ratings (NVSR) автомобиль показал следующие данные:
| Theft Of:   | 5 из 5 звёзд · 5 из 5 звёзд · 5 из 5 звёзд · 5 из 5 звёзд · 5 из 5 звёзд |
| Theft From: | 4 из 5 звёзд · 4 из 5 звёзд · 4 из 5 звёзд · 4 из 5 звёзд · 4 из 5 звёзд |

### Ходовая часть

#### Подвеска
Серия W251 предлагалась как с задним, так и с постоянным полным приводом 4MATIC с электронным управлением тягой 4ETS и электронной системой стабилизации ESP. Задняя часть автомобиля в стандартной комплектации оснащалась независимой пневматической подвеской . По заказу клиента компания могла установить на автомобиль пневматическую подвеску AIRMATIC, которая была объединена с системой адаптивного демпфирования (ADS). При развитии скорости более 120 км/ч, система AIRMATIC автоматически занижала кузов на 20 мм, чтобы уменьшить сопротивление воздуха. Распределение крутящего момента составляет 50:50. Приводные валы переносят мощность на переднюю и заднюю оси, в то время как дифференциал с коническими шестернями балансирует крутящий момент между осями.
Во время обновления 2007 года все 5- и 4+2-местные модели оснастили стальными пружинами подвески. Пневматическая подвеска с автоматической системой выравнивания на задней оси осталась доступной на заказ. Все 5+2-местные модели и R500 4MATIC были оснащены пневматической подвеской с автоматической системой выравнивания на задней оси. Пневматическая подвеска AIRMATIC с системой адаптивного демпфирования также была доступна на заказ для всего модельного ряда.

#### Трансмиссия
Весь модельный ряд серии оснащался 7-ступенчатой автоматической коробкой передач 7G-Tronic с функцией DIRECT SELECT. Применение электронного селектора передач дало возможность избавиться от стандартного рычага переключения передач на центральной консоли и интегрировать рычаг на рулевой колонке. На заказ была доступна установка подрулевых лепестков для переключения передач.

### Бензиновые двигатели
|                                     | R 280 (L)                   | R 300 (L)                   | R 320 4MATIC L              | R 350 (L)                   | R 350 4MATIC (L)            | R 350 4MATIC BlueEFFICIENCY (L) | R 400 4MATIC L                | R 500 4MATIC (L)            | R 500 4MATIC (L)              | R 63 AMG 4MATIC (L)                             |
| Годы производства                   | 2007–2009                   | 2009–2014                   | с 2014                      | 2007–2010                   | 2006–2013                   | 2012–2014                       | с 2014                        | 2006–2007                   | 2007–2014                     | 2006–2007                                       |
| Тип двигателя                       | бензиновый V-образный       | бензиновый V-образный       | бензиновый V-образный       | бензиновый V-образный       | бензиновый V-образный       | бензиновый V-образный           | бензиновый V-образный         | бензиновый V-образный       | бензиновый V-образный         | бензиновый V-образный                           |
| Кол-во цилиндров                    | 6                           | 6                           | 6                           | 6                           | 6                           | 6                               | 6                             | 8                           | 8                             | 8                                               |
| Рабочий объём                       | 2996 см3                    | 2996 см3                    | 2996 см3                    | 3498 см3                    | 3498 см3                    | 3498 см3                        | 2996 см3кВт                   | 4966 см3                    | 5461 см3                      | 6208 см3                                        |
| Мощность                            | 170 кВт (231 л.с.) при 6000 | 170 кВт (231 л.с.) при 6000 | 200 кВт (272 л.с.) при 5000 | 200 кВт (272 л.с.) при 6000 | 200 кВт (272 л.с.) при 6000 | 225 кВт (306 л.с.) при 6500     | 245 кВт (333 л.с.) при 5250   | 225 кВт (306 л.с.) при 5600 | 285 кВт (388 л.с.) при 6000   | 375 кВт (510 л.с.) при 6800                     |
| Крутящий момент                     | 300 Н·м при 2500            | 300 Н·м при 2500            | 400 Н·м при 1300−4500       | 350 Н·м при 2400−5000       | 350 Н·м при 2400−5000       | 370 Н·м при 3500–5250           | 480 Н·м при 1600–4000         | 460 Н·м при 2700−4750       | 530 Н·м при 2800−4800         | 630 Н·м при 5200                                |
| Разгон до 100 км/ч, сек             | 9,6 (9,7)                   | 9,6 (9,7)                   | 7,8                         | 8,1 (8,2)                   | 8,3 (8,4)                   | 7,8 (7,9)                       | 6,7                           | 6,9 (7,0)                   | 6,1 (6,3)                     | 5,0 (5,1)                                       |
| Максимальная скорость, км/ч         | 222                         | 222                         | 240                         | 234                         | 230                         | 245                             | 250 (электронное ограничение) | 245                         | 250 (электронное ограничение) | 250 (электронное ограничение) [275 опционально] |
| Средний расход топлива, л на 100 км | 10,9                        | 11,1–11,3 (11,1–11,4)       | 10,5                        | 11,3–11,5                   | 11,6–11,9 (11,7–11,9)       | 10,0–10,1                       | 10,5                          | 13,2                        | 13,2–13,4                     | 16,3                                            |

### Дизельные двигатели
|                                     | R 280 CDI 4MATIC                            | R 280 CDI (L)                               | R 300 CDI 4MATIC                            | R 300 CDI BlueEFFICIENCY (L)                | R 350 BlueTEC 4MATIC L                      | R 320 CDI (L)                               | R 320 CDI 4MATIC (L)                        | R 350 CDI 4MATIC (L)                        | R 350 CDI 4MATIC (L)                        |
| Годы производства                   | 2007–2009                                   | 2007–2009                                   | 2009–2010                                   | 2009–2012                                   | 2009–2012                                   | 2007–2009                                   | 2006–2009                                   | 2009–2010                                   | 2010–2012                                   |
| Тип двигателя                       | дизельный V-образный с системой Common Rail | дизельный V-образный с системой Common Rail | дизельный V-образный с системой Common Rail | дизельный V-образный с системой Common Rail | дизельный V-образный с системой Common Rail | дизельный V-образный с системой Common Rail | дизельный V-образный с системой Common Rail | дизельный V-образный с системой Common Rail | дизельный V-образный с системой Common Rail |
| Кол-во цилиндров                    | 6                                           | 6                                           | 6                                           | 6                                           | 6                                           | 6                                           | 6                                           | 6                                           | 6                                           |
| Рабочий объём                       | 2987 см3                                    | 2987 см3                                    | 2987 см3                                    | 2987 см3                                    | 2987 см3                                    | 2987 см3                                    | 2987 см3                                    | 2987 см3                                    | 2987 см3                                    |
| Мощность                            | 140 кВт (190 л.с.) при 4000                 | 140 кВт (190 л.с.) при 4000                 | 140 кВт (190 л.с.) при 3800                 | 140 кВт (190 л.с.) при 3800                 | 155 кВт (211 л.с.) при 3400                 | 165 кВт (224 л.с.) при 3800                 | 165 кВт (224 л.с.) при 3800                 | 165 кВт (224 л.с.) при 3800                 | 195 кВт (265 л.с.) при 3800                 |
| Крутящий момент                     | 440 Н·м при 1400−2800                       | 440 Н·м при 1400−2800                       | 440 Н·м при 1400−2800                       | 440 Н·м при 1400−2800                       | 540 Н·м при 1600−2400                       | 510 Н·м при 1600−2400                       | 510 Н·м при 1600−2400                       | 510 Н·м при 1600−2400                       | 620 Н·м при 1600−2400                       |
| Разгон до 100 км/ч, сек             | 9,8                                         | 9,7 (9,8)                                   | 9,8                                         | 9,5 (9,8)                                   | 8,9                                         | 8,7 (8,8)                                   | 8,7 (8,8)                                   | 8,7 (8,8)                                   | 7,6                                         |
| Максимальная скорость, км/ч         | 210                                         | 210                                         | 210                                         | 215 (210)                                   | 220                                         | 222                                         | 222                                         | 222                                         | 235                                         |
| Средний расход топлива, л на 100 км | 9,3                                         | 9,0                                         | 9,3–9,5                                     | 7,6–7,8 (8,6)                               | 8,4–8,                                      | 8,7 (8,8)                                   | 8,7 (8,8)                                   | 8,7 (8,8)                                   | 8,5                                         |

## AMG модификации

### R63 AMG

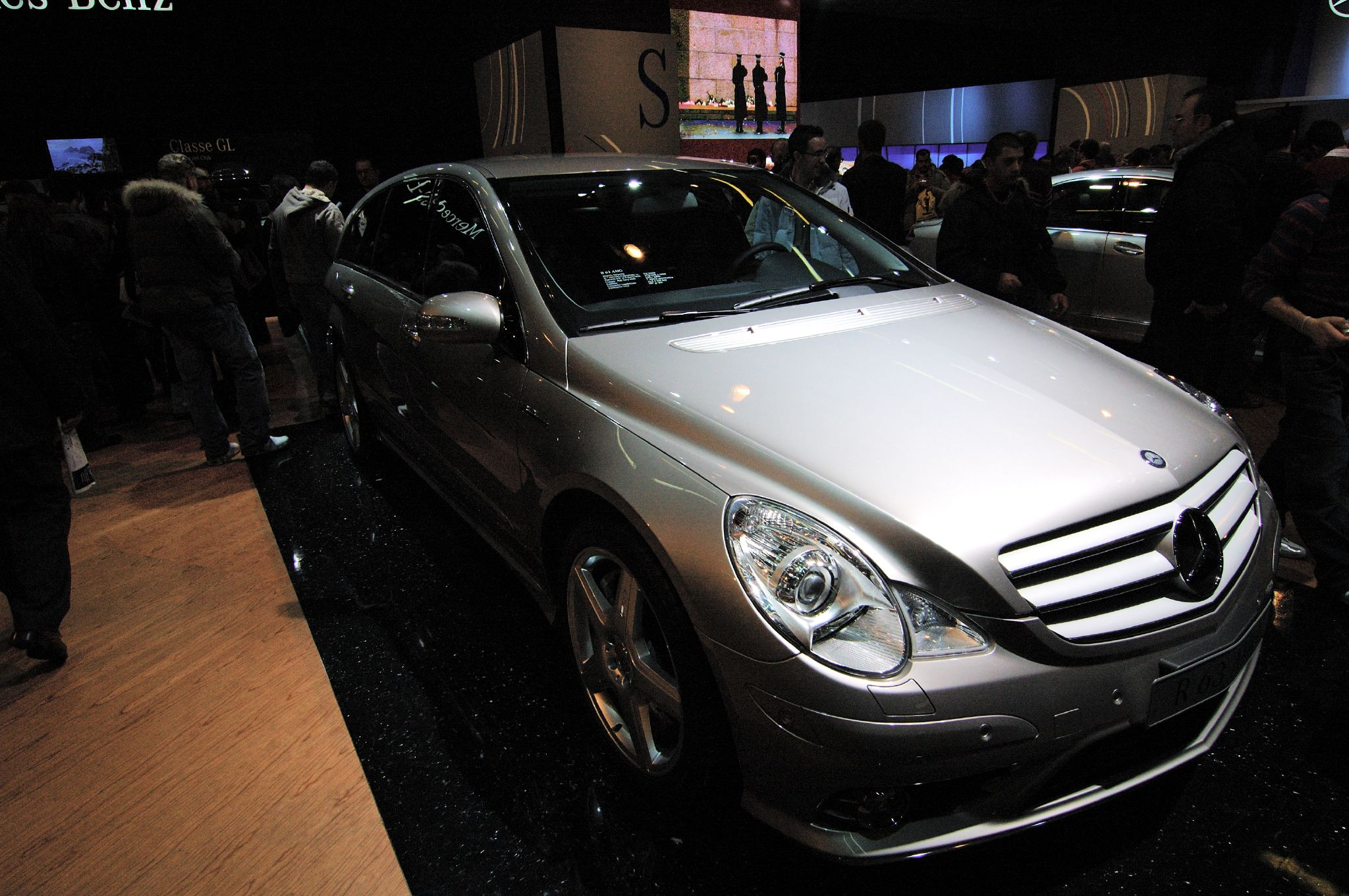
R63 AMG

В 2006 году в Североамериканском международном автосалоне была представлена высокопроизводительная модификация R63 AMG. Заднеприводную модель оснастили V8 двигателем M156 рабочим объёмом в 6,2 литра, производящий мощность в 510 л.с. и 630 Н·м крутящего момента. Высокопроизводительная модель использует 7-ступенчатую автоматическую коробку передач 7G-Tronic AMG SPEEDSHIFT, которая устанавливается в стандартной комплектации с тремя режимами и дополняется функцией DIRECT SELECT. Для управления трансмиссией появились подрулевые лепестки переключения передач. С 2006 года на рынке Европы для AMG модели стала доступна система постоянного полного привода 4MATIC.
Внешний дизайн автомобиля имел много особенностей, которые отличали его от серийных моделей R-класса. В их число входят тёмно-титановая с серым окраска кузова, отделка в матовый серый титан, переработанные передняя и задняя панели в фирменном стиле AMG, биксеноновая передняя оптика с титановым покрытием отражателей, отличительный шильдик на передних крыльях, спортивная выхлопная система с двумя хромированными спаренными патрубками, и матовые 20/21-дюймовые 5-спицевые легкосплавные диски AMG цвета титан с широкопрофильными шинами размером 265/40 R20/R21. Высокопрочными AMG высокоэффективная тормозная система, которая позволила очень короткие расстояния торможения, был позади спицах колес AMG сплава.
Салон высокопроизводительной версии оснащался спортивными сиденьями с обивкой из кожи наппа со вставками из алькантары, эргономичным спортивным рулевым колесом AMG с подрулевыми переключателями, особой фирменной комбинацией приборов AMG и инструментом для замера времени RACETIMER. Отделка приборной панели выполнена в чёрном цвете с алюминиевыми вставками, придающих спортивную атмосферу салону.
Скорость разгона с 0 до 100 км/ч в версии R63 AMG с короткой колёсной базой составляла 5 секунд, у R63 AMG с длинной колёсной базой — 5,1 секунды. Максимальную скорость ограничили электроникой на уровне в 250 км/ч. Система полного привода с распределением силы 40:60 между передней и задней осями, спортивная подвеска AMG с пневматической системой AIRMATIC, система автоматического выравнивания и адаптивного демпфирования значительно повысили динамику и комфорт при управлении данной моделью.
Автомобиль продавался только по специальным заказам, однако из-за низких продаж в 2007 году был снят с производства.

## Специальные издания

### Grand Edition
R350 CDI 4MATIC L Grand Edition
Весной 2009 года компания Mercedes-Benz представила особую серию первого поколения R-класса — Grand Edition. В число её отличительных особенностей входят аэродинамические панели на кузове, двухцветные 20-дюймовые легкосплавные колёсные диски в дизайне из 5 спиц, специальная окраска кузова (металлик является предлагаемым по-умолчанию для данного издания), изменённая светотехника, фирменный шильдик серии, голубое теплоизоляционное стекло на всех окнах и многое другое. Задние фары модели были оснащены спортивной оптикой и затемнены.
Салон автомобиля декорировали при помощи деревянных (тополь) и хромированных вставок, в качестве обивки сидений использовали более дорогие материалы, эргономичный трёхспицевый руль AMG оборудовали подрулевыми переключателями передач, а спортивные педали с резиновыми шипами выполнили из полированной нержавеющей стали.
Заводская комплектация предусматривала установку биксеноновых фар, в том числе для статичного и динамичного освещения дороги при прохождении поворотов. Ещё одной особенностью специального издания были светодиодные дневные ходовые огни, внешне схожие с теми, которые устанавливались на моделях Е и S-классов.
Особая серия Grand Edition предлагалась для всего модельного ряда и не зависела от версии колёсной базы автомобиля.